# 邺侯书院
邺侯书院，是南岳衡山17所书院中至今尚存的一所，系清代所建。

## 历史沿革
邺侯书院分为山下邺侯书院（集贤书院）和山上邺侯书院。
山下邺侯书院由端居室演变而成，山上邺侯书院由南岳书院演变而成。

### 唐朝时期
唐朝时期，担任过宰相的邺侯李泌晚年在衡山隐居，居于烟霞峰下的端居室。
之后李泌的儿子李繁为纪念父亲，在集贤峰麓建南岳书院。

### 宋元时期
宋朝时期，端居室已经变废址。宋理宗宝庆年间，运使张嗣可在旧南岳书院的原址上改建，取名为邺侯书院。
元惠宗至正五年，县尹赵忠、主簿李伯渊又对邺侯书院进行重修。

### 明清时期
明初兵乱，邺侯书院全部倒塌。明朝嘉靖十三年邺侯书院再次重修，改名为集贤书院。
明朝万历年间，衡宝巡按使李天植来到南岳，在端居室的废址旁建明道山房。
清朝乾隆九年，衡山知县德贵就在明道山房的旧馆上又进行修复，兴办义学，改称为邺侯书院。
但因为山上邺侯书院的位置太偏僻，难以就学。13年后，山上邺侯书院的办学田租并入了集贤书院（山下邺侯书院），山上邺侯书院逐渐堙没。
清光绪年间，衡山人陈治与集贤书院（山下邺侯书院）山长戴心葵在烟霞峰找到德贵所修复的山上邺侯书院的旧址。
陈治和戴心葵请县令李宗莲重建书院，因原址偏僻，就移建到烟霞峰左支的佛寺侧，纯属纪念邺侯李泌，无书院功能。

### 民国时期
民国21年，陈治戴心葵重建的山上邺侯书院又倒塌。衡山县葵庆萱，县教育局长宾联芳再次修复山上邺侯书院。

## 人文
- 楹联[2]

| 三万轴书卷无存，入室追思名宰相；九千丈云山不改，凭栏细认古烟霞——宾凤阳 |

- 诗词[2]

| 中原龙战血玄黄，必胜必成待自强。暂把豪情寄山水，权将馀力写肝肠。云横万里长缨展，日照千峰铁骑骧。犹有邺侯遗迹在，寇平重上读书堂。——郭沫若《过邺侯书院诗》 |